# Nicolaj Thomsen
 Ikke at forveksle med Nickolaj Thomsen.
Nicolaj Thomsen (født 8. maj 1993) er en dansk professionel fodboldspiller, der spiller for 1. divisionsklubben B.93.
Nicolaj Thomsen har tidligere spillet for AaB, den franske Ligue 1-klub FC Nantes og F.C. København. Han har endvidere spillet for diverse ungdomslandshold og har spillet en enkelt A-landskamp.

## Klubkarriere
Thomsen spillede i Skagen IK, inden han som 13-årig skiftede til Frederikshavn fI. Tre år senere, som 16-årig, skiftede han til AaB.

### AaB
Nicolaj Thomsen fik sin debut for AaB den 4. april 2012 i en Superliga-kamp mod FC Midtjylland, der endte 1-2 til gæsterne fra FC Midtjylland. I debutkampen spillede Nicolaj Thomsen alle 90 minutter. I sin første sæson fik han seks kampe, hvoraf de fem var som indskiftningsspiller. Han scorede sit første mål for AaB i 4-1-sejren over Randers FC 12. november 2013 i sin 42. superligaoptræden. Nicolaj Thomsen forlængede sin kontrakt i 2013, så den løb til 31. december 2016. Inden forlængelsen varede kontrakten til vinteren 2013. Kent Nielsen, AaBs cheftræner, udtalte, at Nicolaj Thomsen "har jo alt det, som man efterspørger omkring en moderne fodboldspiller i topfodbold. Et stort løbepensum og en fin teknik."

### FC Nantes
Nikolaj Thomsen skiftede i sommerpausen 2016 til den franske klub FC Nantes. Prisen var ifølge Tipsbladet på 3,9 millioner kroner, der kunne stige til 4,5 millioner kroner betinget af præstationer. I transfervinduet i sommeren 2015 var Thomsen også tæt på at skifte til den franske klub, men forhandlingerne blev dog bremset, da Thomsen er 90 % blind på højre øje. Thomsen opnåede 13 kampe for klubben, inden han i januar 2017 vendte tilbage til Danmark.

### F.C. København
Den 12. januar 2017 blev det offentliggjort, at Thomsen havde skrevet kontrakt med F.C. København gældende til sommeren 2021. Kontrakten blev ikke fornyet ved udløb. Thomsen nåede at spille 90 kampe for FCK, men opholdet var plaget af skader.

## Titler
- AaB
  - Superligaen: 2013-14
  - DBU Pokalen: 2013-14

- F.C. København
  - Superligaen: 2016-17, 2018-19
  - DBU Pokalen: 2016-17

## Statistik
Statistik korrekt pr. 16. juni 2016.
| Klub           | Sæson          | Superliga      | Superliga | Superliga | DBU Pokalen | DBU Pokalen | EL Kvalifation | EL Kvalifation | Europa League | Europa League | CL Kvalifikation | CL Kvalifikation | Total | Total |
| Klub           | Sæson          | Division       | Kampe     | Mål       | Kampe       | Mål         | Kampe          | Mål            | Kampe         | Mål           | Kampe            | Mål              | Kampe | Mål   |
| -------------- | -------------- | -------------- | --------- | --------- | ----------- | ----------- | -------------- | -------------- | ------------- | ------------- | ---------------- | ---------------- | ----- | ----- |
| AaB            | 2011-12        | Superliga      | 6         | 0         | 0           | 0           | 0              | 0              | 0             | 0             | 0                | 0                | 6     | 0     |
| AaB            | 2012–13        | Superliga      | 21        | 0         | 2           | 0           | 0              | 0              | 0             | 0             | 0                | 0                | 23    | 0     |
| AaB            | 2013-14        | Superliga      | 33        | 4         | 5           | 2           | 2              | 0              | 0             | 0             | 0                | 0                | 40    | 6     |
| AaB            | 2014–15        | Superliga      | 29        | 0         | 1           | 0           | 0              | 0              | 8             | 2             | 4                | 1                | 42    | 3     |
| AaB            | 2015–16        | Superliga      | 33        | 6         | 6           | 4           | 0              | 0              | 0             | 0             | 0                | 0                | 39    | 10    |
| Karriere total | Karriere total | Karriere total | 122       | 10        | 14          | 6           | 2              | 0              | 8             | 2             | 4                | 1                | 150   | 19    |